# Anemiaceae
Anemiaceae é uma família monotípica de pteridófitos da ordem Schizaeales da classe Polypodiopsida cujo único género é Anemia.

## Descrição
As samambaias e as licófitas são plantas vasculares sem sementes que apresentam um ciclo de vida dividido em duas fases distintas, a gametofítica e a esporofítica.
As samambaias são divididas em 11 ordens, dentre elas está inserida a ordem Schizaeales. Com achados fosseis desde o Jurássico, a família Anemiaceae Link faz parte da ordem Schizaeales, e compreende um grupo monofilético. Anemiaceae é grupo-irmão de Schizaeaceae e compreende apenas um gênero,  Anemia, que é subdividido em três subgrupos: Anemia, Anemiorrhiza e o clado Mohria, que juntas somam cerca de 115 espécies.

### Ocorrências no mundo e no brasil
Anemiaceae é amplamente distribuída por todas as Américas (ambientes neotropicais) e com poucos registros na África, Madagascar, Índia e ilhas do Oceano Índico. Há registros de mais de 100 espécies em todo o mundo, das quais 51 espécies são encontradas no Brasil. Membros dessa família predominam  nos biomas da Mata Atlântica e Caatinga. A região sudeste abriga a maior diversidade de espécies (40 spp), seguida pelas regiões Centro-oeste (30 spp) e nordeste (20 spp). As espécies consideradas endêmicas do Brasil são Anemia ferruginea, A. imbricata, A. mandioccana, A. nervosa, A. pallida e A. raddiana.
Dentre as ocorrências da família Anemiaceae no Brasil, destacam-se os seguintes estados: Minas Gerais, Santa Catarina, Espirito Santo, Bahia, Paraíba, Alagoas, Goiás, São Paulo e Sergipe.

### Morfologia
Membros da família Anemiaceae são caracterizados por serem plantas terrestres ou rupícolas (que vivem sobre pedras). Possuem rizoma (caule subterrâneo) reptante, ereto ou ascendente com tricomas. Pecíolo sulcado, paleáceo a marrom escuro, frequentemente com tricomas semelhantes ao do rizoma. Frondes eretas ou prostradas. Lâminas estéreis lobadas, pinadas ou bipinadas, pinas inteiras ou pinatífidas, nervuras livres, furcadas ou anastomosadas; Lâmina fértil com uma pina ou com um par de pinas basais (simples, pinatífidas ou pinatiseta) modificadas em espigas férteis. Venação livre. Esporângios (com anel subapical) dispostos em duas linhas nos segmentos finais de pinas férteis. Esporos triletes tetraédricos-globosos.